# Miina Härma

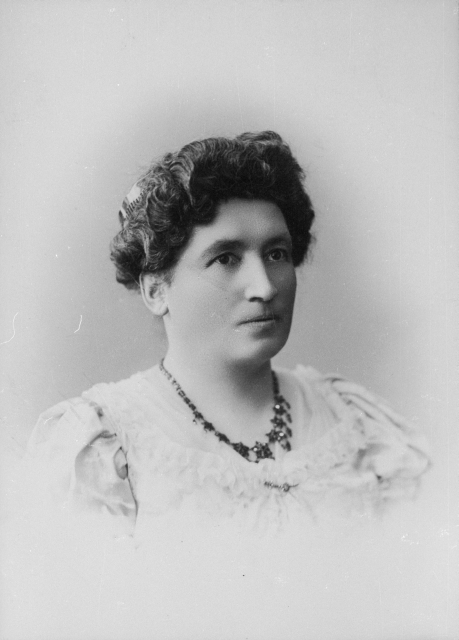
Miina Härma.

Miina Härma (bis zur Estnisierung ihres Nachnamens 1935 Miina Hermann; * 28. Januarjul. / 9. Februar 1864greg. in Kõrveküla, damals Gemeinde Raadi, Livland, heute Landgemeinde Tartu, Estland; † 16. November 1941 in Tartu) war eine estnische Komponistin, Chorleiterin und Organistin.

## Leben und Werk
Miina Härma wurde in eine Lehrer- und Musikerfamilie geboren. Sie besuchte die Schule in Tartu. Ab ihrem 15. Lebensjahr erhielt sie Klavier- und Kompositionsunterricht bei dem estnischen Komponisten und Literaten Karl August Hermann (keine Verwandtschaft).
Von 1883 bis 1890 studierte Miina Härma als eine der ersten Estinnen überhaupt am Sankt Petersburger Konservatorium die Fächer Orgel (bei Louis Homilius) und Komposition. Nach Abschluss ihres Studiums blieb sie in Sankt Petersburg. Dort war sie als Musiklehrerin und Organistin tätig. Konzertreisen führten sie auch ins Ausland.
Miina Härma kehrte 1894 nach Tartu zurück. Dort war sie Organistin und gründete einen renommierten gemischten Chor (seit 1920 Miina Hermanni Lauluseltsi segakoor).
Von 1903 bis 1915 lebte Miina Härma in Kronstadt, wo sie hauptsächlich als Musikpädagogin wirkte. Während des Ersten Weltkriegs zog sie nach Tartu zurück. 1917 wurde sie Musiklehrerin an einem Mädchengymnasium (bis 1929). Gleichzeitig war sie Chefredakteurin der Monatszeitschrift Eesti Muusika Kuukirja und Vorsitzende des „Tartuer Vereins für Tonkunst“ (estnisch Tartu Helikunsti Selts). 1919 begründete sie mit anderen die Höhere Musikschule von Tartu. 1939 wurde sie zum Ehrendoktor der Universität Tartu und zur Ehrenprofessorin des Tallinner Konservatoriums ernannt.
Miina Härma lebte bis zu ihrem Tod in Tartu. Sie liegt heute auf dem Raadi-Friedhof von Tartu begraben. Das 1965 errichtete Grabmonument aus Granit stammt von dem estnischen Bildhauer Alexander Eller. Das Mädchengymnasium, an dem sie ab 1917 unterrichtete, trägt seit 1964 ihren Namen. 1984 wurde vor dem Miina Härma Gümnaasium ein Denkmal zu ihren Ehren errichtet.

## Musikalisches Werk
Miina Härma ist neben ihrer Tätigkeit als Organistin und aktive Förderin des estnischen Musiklebens vor allem als Chorleiterin bei estnischen Sängerfesten und als Komponistin bekannt geworden. Sie hat etwa 200 Chorwerke verfasst. Prägend ist ihr lyrischer Grundton. Daneben verfasste sie drei Liederbücher für Chöre, zehn Cavatinen, die Kantate Kalev ja Linda (1894), bekannte Volksliedbearbeitungen und das Singspiel Murueide tütar (1902).